# مدون بریشا
مدون بریشا (انگلیسی: Medon Berisha؛ زادهٔ ۲۱ اکتبر ۲۰۰۳) بازیکن فوتبال اهل آلبانی است.
از باشگاه‌هایی که در آن بازی کرده است می‌توان به باشگاه فوتبال لچه اشاره کرد.
وی همچنین در تیم‌های ملی فوتبال زیر ۲۱ سال کوزوو، زیر ۲۱ سال آلبانی، و آلبانی بازی کرده است.